# Liste der Baudenkmale in Stoetze
In der Liste der Baudenkmale in Stoetze sind alle Baudenkmale der niedersächsischen Gemeinde Stoetze aufgelistet.  Die Quelle der IDs und der Beschreibungen ist der Denkmalatlas Niedersachsen. Der Stand der Liste ist der 13. November 2021. 

## Allgemein
In den Spalten befinden sich folgende Informationen:
- Lage: die Adresse des Baudenkmales und die geographischen Koordinaten. Kartenansicht, um Koordinaten zu setzen. In der Kartenansicht sind Baudenkmale ohne Koordinaten mit einem roten Marker dargestellt und können in der Karte gesetzt werden. Baudenkmale ohne Bild sind mit einem blauen Marker gekennzeichnet, Baudenkmale mit Bild mit einem grünen Marker.
- Bezeichnung: Bezeichnung des Baudenkmales
- Beschreibung: die Beschreibung des Baudenkmales. Unter § 3 Abs. 2 NDSchG werden Einzeldenkmale und unter § 3 Abs. 3 NDSchG Gruppen baulicher Anlagen und deren Bestandteile ausgewiesen.
- ID: die Objekt-ID des Baudenkmales
- Bild: ein Bild des Baudenkmales, ggf. zusätzlich mit einem Link zu weiteren Fotos des Baudenkmals im Medienarchiv Wikimedia Commons. Wenn man auf das Kamerasymbol klickt, können Fotos zu Baudenkmalen aus dieser Liste hochgeladen werden:

## Stoetze

### Einzeldenkmale in Stoetze
| Lage                                 | Bezeichnung | Beschreibung | ID       | Bild |
| ------------------------------------ | ----------- | --- | -------- | ---- |
| Altdorf 3 52° 4′ 7″ N, 10° 46′ 55″ O | Wohnhaus    | Vielfältig gegliederter Backsteinbau unter ziegelgedecktem Walmdach in Ziegeldeckung; mit breiten Zwerchhäusern und einem halbrunden Erker an der Westfassade. Erbaut 1930 (i). | 31097478 | BW   |

## Bankewitz

### Einzeldenkmale in Bankewitz
| Lage                                      | Bezeichnung | Beschreibung | ID       | Bild |
| ----------------------------------------- | ----------- | --- | -------- | ---- |
| Roscher Weg 2 52° 1′ 55″ N, 10° 48′ 19″ O | Wohnhaus    | Massiver eingeschossiger Backsteinbau unter ziegelgedecktem Walmdach mit zweigeschossigen Risaliten unter Halbwalmdächern. Dachgeschosse der Risalite in Fachwerk; ornamentierte Fenstereinfassungen. Erbaut 1911 (i), direkt anschließend an einen Wirtschaftsflügel. | 31097327 | BW   |

## Schlankau

### Gruppe baulicher Anlagen in Schlankau
| Lage                                        | Bezeichnung | Beschreibung | ID       | Bild |
| ------------------------------------------- | ----------- | --- | -------- | ---- |
| Schlankau Nr. 4 52° 4′ 11″ N, 10° 45′ 57″ O | Hofanlage   | Die Hofanlage Schlankau 4 besteht aus einem Vierständerhaus der ersten Hälfte des 19. Jahrhunderts und einem massiven Stallgebäude des ausgehenden 19. Jahrhunderts. Es handelt sich um die ehemalige Hofstelle Schlankau Nr. 1. | 31080179 | BW   |

### Einzeldenkmale in Schlankau
| Lage                                        | Bezeichnung               | Beschreibung | ID       | Bild |
| ------------------------------------------- | ------------------------- | --- | -------- | ---- |
| Schlankau Nr. 4 52° 4′ 11″ N, 10° 45′ 57″ O | Wohn-/ Wirtschaftsgebäude | Vierständerhaus in Fachwerk mit Backsteinausfachung und unter Halbwalmdach mit Ziegeldeckung. Errichtet in der ersten Hälfte des 19. Jahrhunderts. Ehemalige Hofstelle Nr. 1. | 31097345 | BW   |
| Schlankau Nr. 4 52° 4′ 11″ N, 10° 45′ 56″ O | Stall                     | Langgestreckter Backsteinbau unter Satteldach in Pfannendeckung. Zwerchhaus außermittig. Erbaut um 1895 als Schweinestall.                                                    | 31097281 | BW   |